# إدوين بورينغ
كان إدوين غاريغيس بورينغ (23 أكتوبر 1886 - 1 يوليو 1968)، عالمًا نفسيًا تجريبيًا أمريكيًا، وبروفيسورًا في علم النفس في جامعة كلارك وجامعة هارفارد، وقد أصبح لاحقًا أحد أوائل المؤرخين في علم النفس. في دراسة للدورية العلمية «ريفيو أوف جينيرال سايكولوجي»، التي نُشرت في عام 2002، صُنف بورينغ بمرتبة 93 من أكثر علماء النفس المذكورين في القرن العشرين، إذ ارتبط بجون ديوي، وعاموس تفيرسكي، وفيلهلم فونت.

## نشأته
ولد بروينغ في 23 أكتوبر 1886 في فيلادلفيا، بولاية بنسلفانيا، ونشأ في أسرة منتمية للكويكرز (جمعية الأصدقاء الدينية) مهتمة بالعلم. كانت أخته الكبرى عالمة الحيوانات، أليس ميدلتون بورينغ. في عام 1904، التحق بورينغ بجامعة كورنيل، حيث درس الهندسة الكهربائية. حصل على درجة الماجستير في الهندسة الكهربائية عام 1908، ثم شغل وظيفة في شركة بيت لحم للصلب في بانسيلفانيا. عاد بورينغ إلى كورنيل للحصول على درجة الماجستير في الفيزياء، لكن بدلًا من ذلك، جُذب إلى عالم علم النفس من خلال دورة آي. ماديسون بنتلي في علم النفس الحيواني (أو المقارن).
أشار بورينغ إلى أن اهتمامه بعلم النفس بدأ بالفعل في عام 1905، عندما أخذ حصة ابتدائية في علم النفس كمادة اختيارية بينما كان يواصل درجته الهندسية. كانت دورة بنتلي تحت إشراف البروفيسور إدوارد تيتشنر وجذبت انتباه بورينغ. في أحد اختبارات بورينغ التي استلمها، كتب تيتشنر «لديك وجهة نظر نفسانية!». علِقت تلك الملاحظة معه، ووجهته نحو علم النفس عندما وصل إلى كورنيل للمرة الثانية.
كانت أبحاث بورينغ البسيطة بعيدة كل البعد عن تعريف تيتشنر لعلم النفس. بناءً على اقتراح تيتشنر، قرر بورينغ القيام بأطروحته حول الحساسية الباطنية. أجرى الدراسة بوضع أنبوب معدة في معدته لمعرفة المزيد عن أحاسيس القناة الهضمية. أشارت النتائج إلى أن المعدة والمريء كانا أكثر حساسية لدرجة الحرارة والضغط مقارنةً بما حُقق. تشير الدراسات إلى اهتمامه -منذ سن مبكرة- بالمكونات المادية والتجريبية لعلم النفس. في عام 1914، كوفئت جهود بورينغ عندما حصل على الدكتوراه.
أثناء إكماله دراساته، انضم وزوجته، لوسي إم داي، إلى مجموعة تيتشنر، وأصبحا جزءًا من مجموعة تيتشنر الانتقائية. قُضِي معظم وقتهما في كورنيل، في العمل على مشاريع بحث تيتشنر. خلال وقت بورينغ في كورنيل، طور علاقة وثيقة مع تيتشنر، واستمرت حتى وفاة تيتشنر عام 1927. شعر بورينغ باحترام عميق لتيتشنر وأعرب عن إعجابه بتفانيه في عمله. أعرب في سيرته الذاتية أيضًا عن اعتقاده بأن تيتشنر كان الأقرب إلى عبقرية أي شخص عرفه.

## اختبار الذكاء في الحرب العالمية الأولى
أثناء الحرب العالمية الأولى، لم يُجند بورينغ بسبب ولادة ابنه الأول. لم تدم خيبة أمله فترةً طويلة، إزاء عدم مساعدة بلاده، إذ طلب منه روبرت يركيس المشاركة في تطوير اختبارات ذكاء. عُين بورينغ فيما بعد رئيس الفاحصين النفسيين في معسكر أبتون في جزيرة لونغ آيلند. بعد ذلك، في عام 1918، طُلب من بورينغ العمل على إعداد تقرير ضخم عن برنامج استخبارات الجيش. قدم بورينغ مساهمته أثناء الحرب ولكنه انزعج بعد ذلك بسبب نقص الموضوعية العلمية التي نتجت عن اختبارات الذكاء. رأى استخدام الاحتمالات للإجابة عن الأسئلة العلمية أمرًا محبطًا للغاية. في ذلك الوقت، شعر بورينغ أن العلم مجال يقين لا احتمال. نتيجة لهذا؛ ظل بورينغ حذرًا في إجراء اختبارات الذكاء طيلة حياته. عندما طُرحت أسئلة في سنوات لاحقة حول تعريف الذكاء، اعتمد بورينغ العبارة «الذكاء هو ما تختبره الاختبارات».

## أستاذًا في علم النفس

### جامعة كلارك
في عام 1920، عُرض على بورينغ العمل في جامعة هارفارد، وعرض عليه أيضًا الاستمرار في العمل مع يركيس في مينيسوتا. اختار جامعة هارفارد لاعتقاده بأن حاجتهم إليه أكبر هناك، إذ كان لديه مهمة «إنقاذ علم النفس في هارفارد من الفلاسفة» وتحويل علم النفس إلى علم محترم. شعر بورينغ أن بروفيسور علم النفس السابق، هوغو منستربرغ، «ابتذل» المجال بوضعه في العالم الفلسفي، وكان هدف بورينغ جعل البرنامج أكثر موضوعية. غير أن الصيف الذي سبق بدايته في جامعة هارفارد، قدم له غرانفيل ستانلي هال -رئيس جامعة كلارك- وظيفة بروفيسور في علم النفس التجريبي مدة ثلاث سنوات، واعدًا إياه بمنصب دائم إن كان عمله مُرضيًا. أدت جاذبية الاستقرار إلى قبول بورينغ المنصب في كلارك. استمتع هنا بعمله، ولكن كانت هناك مخاوف بشأن وضع علم النفس حين عُين الرئيس الجديد والجغرافي، والاس والتر أتوود، الذي أراد الاستعاضة عن علم النفس الرائج مؤخرًا بالجغرافيا. أشعِل الجدل أيضًا خلال الخوف الأحمر، عندما اتهم أتوود، بورينغ بكونه بلشفيًا يشجع الراديكالية السرية في كلارك. لم يكن لمثل هذه المزاعم أي دليل على دعمها، في حين انتظار بورينغ إعادة تعيينه في كلارك، تلقى عرضًا آخرًا من هارفارد كبروفيسور مشارك، وعرضًا من جامعة ستانفورد للحصول على البروفيسورية الكاملة براتب أعلى. اتُخذ القرار لبورينغ عندما سحبت ستانفورد عرضها بسبب تردد بورينغ في قبوله، ما جعله يبدأ مهنة جديدة في هارفارد.

### جامعة هارفارد
كاد منصبه في هارفارد أن ينتهي قبل أن يبدأ، عندما أصيب في حادث سيارة. كسر بورينغ جمجمته واضطُر إلى البقاء في المستشفى مدة ستة أسابيع. أدى الحادث أيضًا إلى فقدان ذاكرة رجعي وتقدمي مؤقت. دفعت هذه التجربة بورينغ إلى التساؤل عما يعنيه أن يكون واعيًا. إذا لم يستطع شخص تذكر ما قاله بعد لحظات، فهل يمكن اعتباره واعيًا حقًا؟ تحولت مثل هذه التساؤلات إلى مجهود أبدي لبورينغ، لمحاولته الإجابة عليها.
كوفئ بورينغ على تفانيه في هارفارد بترقيته إلى منصب مدير المختبر عام 1924، شغل هذا المنصب حتى عام 1949 عندما استقال. في عام 1928، تلقى بروفيسورية بدوام كامل، وفي نفس العام، أصبح رئيسًا لجمعية علم النفس الأمريكية.
اهتم بورينغ للغاية في بناء علاقة وثيقة بين الموظفين والطلاب. بناءً على اقتراحه، في عام 1924، عقد قسما الفلسفة وعلم النفس في جامعة هارفارد أول ندوة لخلق الإحساس بالانتماء للمجتمع.
في عام 1933، أصبح جيمس كونانت رئيسًا لجامعة هارفارد. كان اهتمام كونانت بعلم النفس أكبر بكثير من اهتمام الرئيس السابق، وفي عام 1934، قبِل اقتراح بورينغ بفصل قسمي علم النفس والفلسفة. من خلال إزالة وسيط الفلسفة، أدى الانفصال الرسمي بين التخصصين إلى تحرير كلية العلوم النفسية للتركيز على البحوث وأسئلة علم النفس التجريبية التي أرادوا الإجابة عليها. شدد بورينغ على استخدام الطريقة التجريبية لا الأدوات الفلسفية، للتحقيق في المسائل النفسية. اكتملت أخيرًا مهمة بورينغ. أصبح بورينغ أول رئيس لقسم علم النفس، ولكنه استقال بعد عامين من منصبه ليحل محله جوردون ألبورت.

## العلاج بالتحليل النفسي
أصبح انتقاد بورينغ لذاته وخوفه من الفشل وحاجته إلى قبول الزملاء خارجًا عن السيطرة، وأثر على إنتاجية عمله. في عام 1933، وبناء على اقتراح من أصدقائه وأسرته، بدأ بورينغ العلاج بالتحليل النفسي مع زميل سابق لسيغموند فرويد، هانس زاكس. ظل بورينغ في العلاج عامًا، بواقع خمس جلسات في الأسبوع، لكنه وجده غير فعال في تخفيف مخاوفه. أمِل بورينغ أن يحقق تغييرًا في شخصيته بنهاية التجربة، وأصيب بخيبة أمل عندما وجد نفسه محتفظًا بعقليته القديمة. بعد مرور أربع سنوات، كتب زاكس وبورينغ عن التجربة في الدورية العلمية «ذا جورنال أوف أبنورمال سايكولوجي». اتفق الرجلان على أن التحليل النفسي لم يكن ناجحًا.

## العائلة
في عام 1914، تزوج من زميلته العالمة النفسية لوسي إم داي. كان لديهم أربعة أطفال، وُلد الأول ذكرًا في 11 يناير 1916، وهو يوم ميلاد إدوارد تيتشينر، زميل بورينغ الذي يكن له تقديرًا كبيرًا. اعتبره بورينغ وزوجته «فألًا سعيدًا». في الأول من يوليو 1968، توفي بورينغ في كامبريدج بولاية ماساتشوستس، عن عمر ينهار 81 عامًا، بسبب ورم نخاعي متعدد، وهو سرطان عظام وراثي اكتسبه في وقت لاحق من حياته. دُفن جثمانه في مقبرة ماونت أوبورن في كامبريدج، ماساتشوستس.

## روابط خارجية
- إدوين بورينغ على موقع الموسوعة البريطانية (الإنجليزية)
- إدوين بورينغ على موقع إن إن دي بي (الإنجليزية)